# Финли (Северна Дакота)
Финли (енгл. Finley) град је у америчкој савезној држави Северна Дакота.

## Демографија
По попису из 2010. године број становника је 445, што је 70 (-13,6%) становника мање него 2000. године.
| Група             | 2000.       | 2010.       |
| Белци             | 501 (97,3%) | 426 (95,7%) |
| Афроамериканци    | 0 (0,0%)    | 1 (0,2%)    |
| Азијати           | 0 (0,0%)    | 0 (0,0%)    |
| Хиспаноамериканци | 1 (0,2%)    | 3 (0,7%)    |
| Укупно            | 515         | 445         |